# Parafia św. Apostoła Jana Teologa w Terespolu
Parafia św. Apostoła Jana Teologa – parafia prawosławna w Terespolu, w dekanacie Terespol diecezji lubelsko-chełmskiej.
Na terenie parafii funkcjonuje 1 cerkiew i 1 kaplica:
- cerkiew św. Apostoła Jana Teologa w Terespolu – parafialna
- kaplica Zmartwychwstania Pańskiego w Terespolu – cmentarna

## Historia

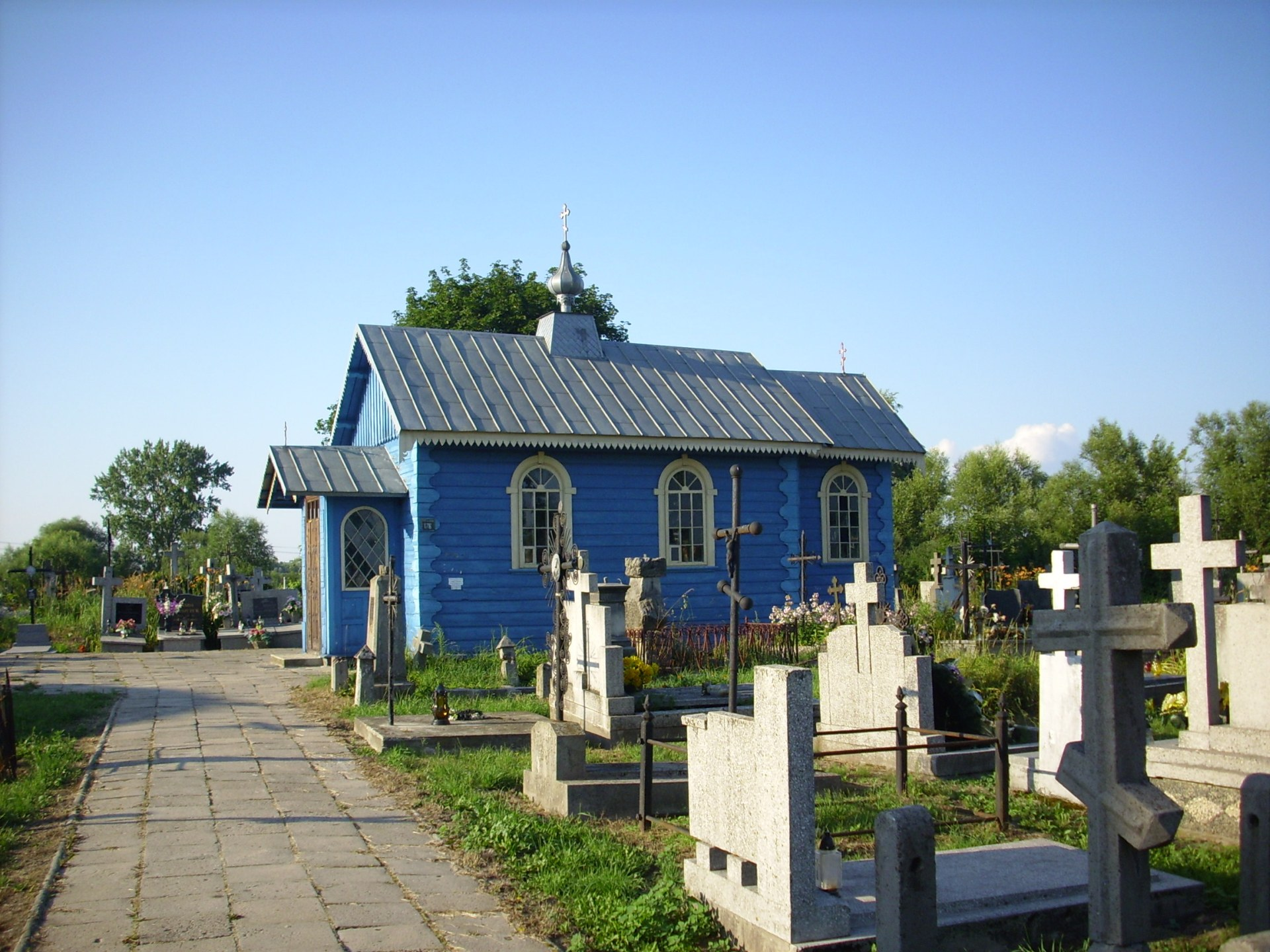
Kaplica cmentarna Zmartwychwstania Pańskiego w Terespolu

Początki prawosławia w Terespolu sięgają co najmniej XVI wieku. Po ogłoszeniu unii brzeskiej (1596), w miejscowości założono klasztor paulinów, którego celem było nakłonienie ludności prawosławnej do przyjęcia katolicyzmu. Paulinom zależało na tym, aby administrator cerkwi w Terespolu wykazywał oddanie sprawie unii. Parafia obrządku bizantyjsko-ukraińskiego funkcjonowała aż do II połowy XIX wieku. Również cerkiew św. Jana Teologa, wzniesioną w 1745, przystosowano do potrzeb liturgii unickiej – świątynia została wyposażona w organy, ambonę, ławki, konfesjonały, dzwonki, monstrancję. Praktykowano m.in. nabożeństwa różańcowe i uroczystości Bożego Ciała. W okresie poprzedzającym likwidację unii na południowym Podlasiu (początek lat 70. XIX w.) parafia greckokatolicka w Terespolu liczyła ok. 950 wiernych.
Przyłączenie parafii do prawosławnej diecezji chełmsko-warszawskiej, a także krwawe zajścia w pobliskim Pratulinie spowodowały znaczny spadek liczby wiernych uczestniczących w nabożeństwach w cerkwi; niektórzy dokonali konwersji na protestantyzm. Do ponownego wzrostu frekwencji na cerkiewnych nabożeństwach przyczyniali się żołnierze stacjonującego w Terespolu 2. Pułku Kozaków Orenburskich. Parafia stopniowo powiększała się i w 1898 liczyła 1555 osób.
Wkrótce po przyłączeniu parafii terespolskiej do Kościoła Prawosławnego, z inicjatywy biskupa Modesta wyremontowano cerkiew św. Jana Teologa, którą konsekrowano 11 grudnia 1881. W 1892 na terespolskim cmentarzu prawosławnym zbudowano drewnianą kaplicę pod wezwaniem Wniebowstąpienia Pańskiego. Kolejnego remontu cerkwi parafialnej dokonano w latach 1897–1898, w tym czasie odnowiono też dzwonnicę, na której zawieszono dzwon ufundowany przez cara Mikołaja II. 1 września 1898 otwarto parafialną szkołę pisania. Do czasów I wojny światowej cerkiew wzbogaciła się o wiele utensyliów ofiarowanych m.in. przez pielgrzymów podążających do Kijowa.
Po 1920 liczba parafian zaczęła wzrastać w związku z przebywaniem w Terespolu żołnierzy URL, internowanych na mocy traktatu ryskiego. W 1926 parafia (łącznie z proboszczem, ks. Aleksandrem Nikolskim) pod presją władz państwowych przyjęła oficjalnie neounię, jednak zdecydowana większość dotychczasowych wiernych nadal praktykowała prawosławie (na początku lat 30. w Terespolu było ok. 1000 prawosławnych i niespełna 500 neounitów – po 1937 liczba tych ostatnich spadła poniżej 100).
W czasie II wojny światowej, biskup Tymoteusz (Szretter) reaktywował w Terespolu parafię prawosławną (22 maja 1941). Pierwszym proboszczem był ks. Aleksander Nikolski, który powrócił do prawosławia. Po wojnie, w wyniku akcji „Wisła” (1947) większość ludności prawosławnej została wysiedlona, a cerkiew przez rok była zamknięta.
W 2013 w życiu parafialnym regularnie uczestniczyło ok. 120 osób. Wierni zamieszkują, oprócz Terespola (Terespol zamieszkuje dziś ok. 250 prawosławnych), także Lebiedziew (gdzie znajduje się drugi cmentarz będący pod opieką terespolskiej parafii), Lechuty Duże, Lechuty Małe i Łobaczew Mały. Od połowy lat 90. XX w. parafia jest współgospodarzem Międzynarodowego Festiwalu Kolęd Wschodniosłowiańskich.
Na początku XXI w. dokonano remontu cerkwi (odnowiono elewację i wnętrze, wymieniono ikonostas), zbudowano wokół niej ogrodzenie, odnowiono dzwonnicę oraz wybudowano nowy dom parafialny. W październiku 2015 w cerkwi parafialnej umieszczono sprowadzone z Białorusi relikwie św. Andrzeja, św. Łazarza i św. Męczennika Charłampa.

## Wykaz proboszczów
- ? – 1884 – ks. Michajłowski
- 1884–1900 – ks. Mikołaj Łopatyński
- 1900–1905 – ks. Michał Wachowicz
- ? – 1926 – ks. Aleksander Nikolski
- 1926–1941 – parafia prawosławna oficjalnie nie funkcjonuje
- 1941 – ks. Aleksander Nikolski
- 1941 – 9.01.1947 – hieromnich Alipiusz (Antoni Kołodko)
- 1947–1950 – ks. Antoni Tatiewski
- 1950–1951 – ks. Aleksander Tokarewski
- 1951–1958 – ks. Piotr Kosacki
- 1958–1983 – ks. Wincenty Pugacewicz
- 1983–1984 – ks. Piotr Olifieruk
- 1984–1986 – ks. Jerzy Krysiak
- 1986–1989 – ks. Sławomir Bołtryk
- 1989–1993 – ks. Aleksy Subotko
- 30.07.1993 – 10.08.1994 – ks. Andrzej Łoś
- 6.10.1994 – 1.08.1998 – ks. Aleksy Andrejuk
- od 1.08.1998 – ks. Jarosław Łoś